# 阪本克彦
阪本 克彦（さかもと かつひこ、1967年〈昭和42年〉3月18日 - ）は、日本の総理府・総務官僚。

## 来歴
東京都出身。1989年（平成元年）、東京大学経済学部を卒業。同年総理府に入庁。入庁後、行政管理局企画調整課企画官、人事・恩給局公務員高齢対策課長、内閣官房内閣参事官（内閣官房副長官補付）、国家公務員制度改革推進本部事務局参事官、行政管理局管理官、内閣官房東日本大震災復興対策室参事官、東日本大震災復興対策本部事務局参事官、内閣官房復興庁設置準備室参事官、復興庁統括官付参事官、行政管理局管理官、人事・恩給局参事官、行政管理局企画調整課長、同局管理官、内閣官房統計改革推進室参事官などを歴任。主に行政組織の査定業務に携わり、東日本大震災発災時には行政管理局で担当省庁の機構や定員の査定業務に従事していた。発災後は震災関連の機構定員要求に向けた業務の見直しにあたったが、内閣官房で復興基本法の法案作成を担当することとなり、当時警察庁から出向してきた荻野徹とともに案文の作成にあたった。この他、復興対策本部の立ち上げに伴う基本方針案の取りまとめ、復興庁設置法や福島復興再生特別措置法の法案作成、福島復興再生基本方針の作成なども担当した。
2018年（平成30年）7月20日、内閣官房内閣審議官（内閣官房副長官補付）兼内閣官房行政改革推進本部事務局次長に就任。
2020年（令和2年）7月20日、総務省大臣官房政策立案総括審議官兼総務省大臣官房公文書監理官兼内閣官房内閣審議官（内閣官房副長官補付）兼内閣官房統計改革推進室次長に就任。
2022年（令和4年）8月19日、総務省政策統括官（統計制度担当、恩給担当）に就任。
2023年（令和5年）7月7日、内閣官房内閣人事局人事政策統括官に就任。
2025年（令和7年）7月1日、総務審議官に就任。

#### リスト
1. ↑  [9][10][11][12][13][14][15][16][17][18]